# Stuart Schreiber

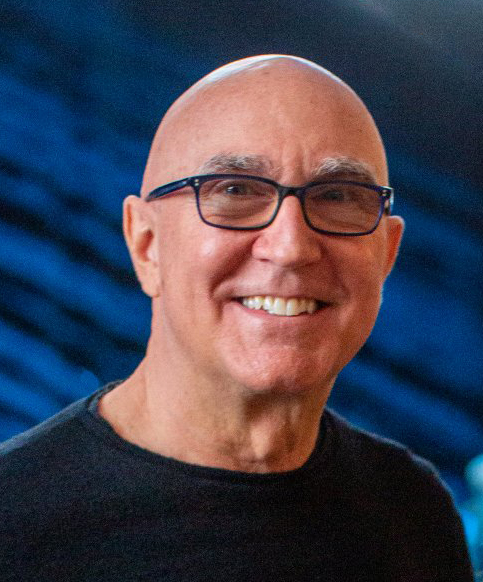
Stuart Schreiber (2022)

Stuart Lee Schreiber (* 6. Februar 1956) ist ein US-amerikanischer Biochemiker.

## Leben und Wirken
Stuart Schreiber wurde als Sohn von Colonel Thomas und Gerrie Schreiber geboren. Er studierte Chemie an der University of Virginia und erhielt 1977 seinen Bachelor. 1981 wurde er in Organischer Chemie an der Harvard University zum Ph.D. promoviert (Betreuer Robert B. Woodward und Yoshi Kishi). Anschließend war er bis 1984 Assistant Professor, bis 1986 Associate Professor und bis 1988 Professor an der Yale University. 1985 wurde er Forschungsstipendiat der Alfred P. Sloan Foundation (Sloan Research Fellow). Seit 1988 ist er Morris Loeb Professor am Department für Chemie und Chemische Biologie der Harvard University, und seit 1994 auch Forscher am Howard Hughes Medical Institute.

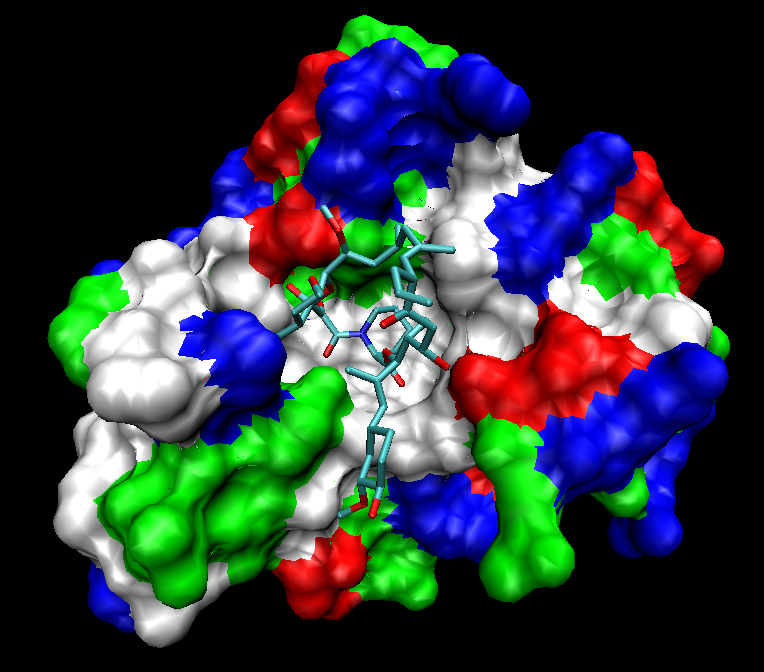
Das humane Protein FKBP12 (Oberflächenmodell) mit FK506 (Stäbchenmodell).

Schreiber arbeitet auf dem Gebiet der Chemischen Biologie. In Yale begann er die Entwicklung neuer Methoden, um kleine komplexe Moleküle zu synthetisieren und ihre Auswirkungen auf lebenden Zellen zu testen. Beispielsweise untersuchte er das Molekül FK506, das das Immunsystem unterdrückt, konnte aber erst als er wieder in Harvard forschte, das Protein ausfindig machen, mit dem FK506 interagiert. Er nannte es FKBP für FK506-bindendes Protein. In der 1991 begonnenen Zusammenarbeit mit Gerald Crabtree konnte er unter anderem den Informationstransportweg von Zellmembran zu Zellkern finden, den Calcium-Calcineurin-NFAT-Pathway. Dieser ist bedeutend für die Knochenentwicklung und die Insulinproduktion. Außerdem entwickelte Schreiber einen neuen Weg kleine Moleküle zu synthetisieren: Anstatt nur mit einer einzigen Molekülspezies zu experimentieren, arbeitet er mit vielen ähnlichen Molekülen gleichzeitig. Mit seiner diversity-oriented synthesis (DOS) genannten Methode und einem systematischen Untersuchen der verschiedenen Chemikalien und ihrer Effekte in lebenden Zellen arbeitet er an Mitteln gegen Diabetes und Krebs. Daneben gründete er einige Biotechnologiefirmen, darunter Vertex Pharmaceuticals (1989), ARIAD Pharmaceuticals (1991), Infinity Pharmaceuticals (2001), Forma Therapeutics, Inc. (2008) und die Datenbank ChemBank, die Informationen zu hunderttausenden Molekülen bereithält.
Seit 2006 zählt ihn Thomson Reuters aufgrund der Zahl seiner Zitierungen zu den Favoriten zur Chemischen Biologie kleiner Moleküle auf einen Nobelpreis für Chemie (Thomson Reuters Citation Laureates) und seit 2016 wegen der Zitationen zum mTOR (mechanistic Target of Rapamycin) zusätzlich auch auf einen Nobelpreis für Physiologie oder Medizin.
Seit dem 9. August 1981 ist Stuart Schreiber mit Mimi Packman verheiratet.
Stuart Schreiber ist eine der Hauptfiguren in dem Buch Das Milliarden Dollar Molekül in dem der Autor und Journalist Barry Werth die Gründung des amerikanischen Venture-capital-Unternehmens Vertex beschreibt.

## Werke
Neben mehr als 250 wissenschaftlichen Artikeln veröffentlichte er:
- mit Barry Martin Trost und Ian Fleming als Herausgeber: Additions to C–X π-bonds (=Comprehensive organic synthesis, Band 1). Pergamon Press, Oxford [u. a.] 1991.
- Probing genes and genomes und Chemical genomics. New tools for medicine (Videos von je 60 Minuten Länge). In: Scanning life's matrix. Genes, Proteins, and Small Molecules. Sutherland Media Productions, Inc. for the Howard Hughes Medical Institute, 2003.
- als Herausgeber: Chemical biology. From small molecules to systems biology and drug design. 3 Bände, Wiley-VCH, Weinheim 2007. ISBN 978-3-527-31150-7

## Auszeichnungen
- 1981 The Dreyfus Newly Appointed Faculty Award
- 1985 Dreyfus Teacher-Scholar Award (Alfred P. Sloan Foundation)
- 1985 Presidential Young Investigator Award (National Science Foundation)
- 1986 Award for Excellence in Chemistry (ICI Pharmaceuticals)
- 1986 Arthur C. Cope Scholar Award (American Chemical Society)
- 1989 American Chemical Society Award in Pure Chemistry
- 1990 Arun Guthikonda Memorial Award (Columbia University)
- 1992 Award for Biomedical Research (Ciba-Geigy Drew)
- 1992 Award in Synthetic Organic Chemistry (International Union of Pure and Applied Chemistry)
- 1992 Merit Award (National Institutes of Health)
- 1992 Rhone-Poulenc Silver Medal (Royal Society of Chemistry)
- 1993 Eli Lilly Award in Biological Chemistry (American Chemical Society)
- 1993 Leo Hendrik Baekeland Award (American Chemical Society, North Jersey Section)
- 1994 American Chemical Society Award for Creative Work in Synthetic Organic Chemistry
- 1994 Paul-Karrer-Vorlesung und Medaille (University Zurich)
- 1995 Harrison Howe Award (American Chemical Society, Rochester Section)
- 1995 mit Leland H. Hartwell: Warren Triennial Prize (Massachusetts General Hospital)
- 1995 George Ledlie Biennial Prize (Harvard University)
- 1995 DuPont Merck Young Investigator Award (Protein Society)
- 1997 Tetrahedron-Preis
- 1998 Thomas T. Hoopes Prize
- 1999 Derek Barton Medal (National Cancer Institute)
- 1999 Director’s Service Award (National Cancer Institute)
- 2000 Alfred Bader Award in Bioorganic and Bioinorganic Chemistry (American Chemical Society)
- 2000 Emmanuel Merck Award (American Chemical Society)
- 2001 William H. Nichols Medal
- 2001 Chiron Corporation Biotechnology Research Award (American Academy of Microbiology)
- 2004 Society for Biomolecular Screening Achievement Award
- 2004 Distinguished Scientist Award (Association of American Cancer Institutes)
- 2005 Academic Scientist of the Year, Finalist for the 2005 Pharmaceutical Achievement Awards
- 2006 Thomson Reuters Citation Laureate
- 2007 U.S. Cancer Foundation Award of Distinguished Scientist
- 2007 Charles Butcher Award in Genomics and Biotechnology
- 2014 Arthur C. Cope Award
- 2016 Wolf-Preis in Chemie
- 2024 Robert-Koch-Medaille
- 2025 Welch Award in Chemistry gemeinsam mit Peter G. Schultz.[6]

## Mitgliedschaften
- 1995 National Academy of Sciences
- 1995 American Academy of Arts and Sciences
- 2001 American Academy of Microbiology
- 2018 National Academy of Medicine[7]
- American Society for Cell Biology (ASCB)
- American Society for Microbiology (ASM)
- American Society for Biochemistry and Molecular Biology (ASBMB)
- Organic and Biological Divisions of The American Chemical Society (ACS)
- Federation of American Societies of Experimental Biology (FASEB)
- American Association for the Advancement of Science (AAAS)
- Clinical Immunology Society
- Protein Society